# Закохайся в мене
«Закохайся в мене» (англ. Fall for Me) — німецький еротичний трилер 2025 року режисерки Шеррі Горманн за сценарієм Штефані Зігольц. У головних ролях знялися Свеня Юнґ, Тео Требс і Тіджан Марей.
Прем’єра фільму відбудеться 21 серпня 2025 року на платформі Netflix.

## Сюжет
Ліллі вирушає на Майорку, щоб відвідати свою молодшу сестру Валерію. Там Валерія повідомляє їй про заручини з французом, на ім'я Ману, а також про їхній спільний бізнес-план — інвестиції у готель типу «ліжко та сніданок». Ліллі починає підозрювати Ману та намагається дізнатися про нього більше. У процесі розслідування вона знайомиться з німецьким менеджером нічного клубу Томом і заводить із ним роман.

## Виробництво
Зйомки тривали 36 днів — з 17 травня по 5 липня 2024 року на острові Майорка. Виробництво здійснила компанія Wiedemann & Berg Television, продюсерами стали Макс Відеманн, Квірін Берґ і Крістіна Генне.
Оператором виступив Марк Ахенбах, кастинг проводила Петі Місайла, композитором став Мартін Тодшаров. За костюми відповідала Наташа Куртіус-Берґер, сценографію створила Александра Пільгач, грим — Анетт Шульце і Керстін Геґкляйн. Інтимні сцени координував Флоріан Федерль.
Сценаристка Штефані Зігольц також є авторкою сценарію до еротичного трилера Un/Dressed, що вийшов на Prime Video у 2024 році. Студія Wiedemann & Berg раніше створювала для Netflix популярні серіали «Пітьма» та «Crooks».